# Новогродовский городской совет
 Новогродовский городской совет (укр. Новогродівська міська рада) — одна из административно-территориальных единиц в составе Донецкой области. Совпадает с городом Новогродовка.

## Состав
Новогродовский городской совет — 17 473 чел.
- город Новогродовка — 17 473 чел.

Всего: 1 город.

## Экономика
Угольная промышленность (шахты «Новогродовская» и «Россия» ГХК «Селидовуголь», центральная обогатительная фабрика «Россия».).